# Donald Wolfit
Donald Wolfit (20 de abril de 1902 – 17 de febrero de 1968) fue un actor y director teatral de nacionalidad británica.

## Biografía
Su verdadero nombre era Donald Woolfitt, y nació en New Balderton, cerca de Newark-on-Trent, en Nottinghamshire (Inglaterra). Estudió en la que actualmente es la Magnus Church of England School, debutando como actor teatral en 1920. En 1924 actuó por vez primera en el circuito teatral del West End londinense, trabajando en The Wandering Jew, haciendo posteriormente primeros papeles de reparto en el Teatro Old Vic en 1930. De esa época destaca su actuación en Richard of Bordeaux, obra en la que intervenía John Gielgud o la primera obra de teatro de Agatha Christie Café solo.
Wolfit finalmente salió del anonimato gracias a su actuación en el Teatro Royal Shakespeare en 1936 como Hamlet, lo cual le motivó para solicitar a la dirección que le financiaran una gira por provincias. Su propuesta no fue aceptada, por lo que con su dinero ahorrado montó una compañía itinerante propia en 1937, la cual dirigió durante muchos años.
La especialidad de Wolfit fue William Shakespeare. Fue conocido por sus actuaciones como El rey Lear y Ricardo III, así como por Edipo, el Volpone de Ben Jonson, y el Tamburlaine de Christopher Marlowe. Su compañía itinerante actuó en Londres durante la Batalla de Inglaterra de 1940, y Wolfit puso en escena una muy exitosa serie de obras de Shakespeare representadas en la ciudad durante la Guerra, aprovechando las primeras horas de la tarde o la hora de comer. Sin embargo, no consiguió el aprecio de la crítica estadounidense cuando la compañía viajó a Nueva York para actuar en el circuito de Broadway en 1947. En la década de 1950 trabajó en la Royal Shakespeare Company en su papel de Rey Lear, siendo invitado a interpretar a Falstaff con la RSC en 1962, pero desechó la idea al saber que Paul Scofield haría al mismo tiempo de Lear, considerando que "Lear es aún la joya más brillante de mi corona!"
Wolfit era principalmente un actor teatral, aunque actuó en más de treinta películas, destacando de entre ellas Blood of the Vampire, Becket, y Lawrence de Arabia. También colaboró con la BBC, encarnando a El Rey Juan y a Volpone en televisión, y al Rey Lear, Falstaff y Ricardo III para la radio, haciendo algunos papeles menos previsibles, como fue el caso de Archie Rice en The Entertainer.
Durante un tiempo, Ronald Harwood fue su asistente personal, y basó su obra teatral La sombra del actor (posteriormente llevada al cine) en su relación con Wolfit. Harwood también escribió una biografía de Wolfit. Peter O'Toole, que trabajó con Wolfit en varios filmes y obras teatrales a lo largo de su carrera, consideraba a Wolfit su principal mentor. Wolfit tuvo además una importante influencia en la inicial carrera interpretativa de Harold Pinter, que trabajó en su compañía teatral en 1953-54, haciendo un total de ocho papeles con él.
La última actuación de Wolfit como actor teatral fue en un musical, Robert and Elizabeth (1966-67), en el papel de Mr Barrett. Sus últimas dos películas, Decline and Fall... of a Birdwatcher y The Charge of the Light Brigade, se estrenaron a título póstumo.

## Vida personal
Wolfit estuvo casado tres veces, y tuvo una hija, Margaret (1929-2008), que también fue actriz.
Donald Wolfit falleció por una enfermedad cardiovascular en Hammersmith, Londres, en 1968. Tenía 65 años de edad. Fue enterrado en el Cementerio de la iglesia de St Peter en Hurstbourne Tarrant, Inglaterra.

## Galardones y premios
Wolfit fue nombrado caballero comendador de la Orden del Imperio Británico en 1957 por sus servicios al teatro. Además, fue nominado a los Premios BAFTA por sus actuaciones en Svengali (1954) y Un lugar en la cumbre (1959).

## Selección de su filmografía
- Death at Broadcasting House (1934)
- Drake of England (1935)
- Hyde Park Corner (1935)
- The Silent Passenger (1935)
- The Ringer (1952)
- The Pickwick Papers (1952)
- Svengali (1954)
- A Prize of Gold (Atraco en las nubes) (1955)
- The Man in the Road (1956)
- Satellite in the Sky (1956)
- The Traitor (1957)
- Blood of the Vampire (La sangre del vampiro) (1958)
- Un lugar en la cumbre (1959)
- The Angry Hills (Traición en Atenas) (1959)
- The House of the Seven Hawks (La casa de los siete halcones) (1959)
- Lawrence de Arabia (1962)
- Becket (1964)
- Life at the Top (Vivir en la cumbre) (1965)
- The Sandwich Man (1966)
- The Charge of the Light Brigade (La última carga, 1968)
- Decline and Fall... of a Birdwatcher (1968)